# 5·24 조치
5·24 조치는 천안함 피격 사건에 대한 대응으로 대한민국 정부가 2010년 발표한 대북 제재 조치다.

## 배경
2010년 3월 26일에 백령도 근처 해상에서 대한민국 해군의 초계함인 PCC-772 천안이 피격되어 침몰한다. 대한민국 정부는 조사결과 천안함이 조선인민군 해군 잠수정의 어뢰 공격을 받아 침몰하였다고 발표하였다. 이에대한 대응으로 2010년 5월 24일 이명박 정부는 대북 제재 조치를 발표한다.

## 형식

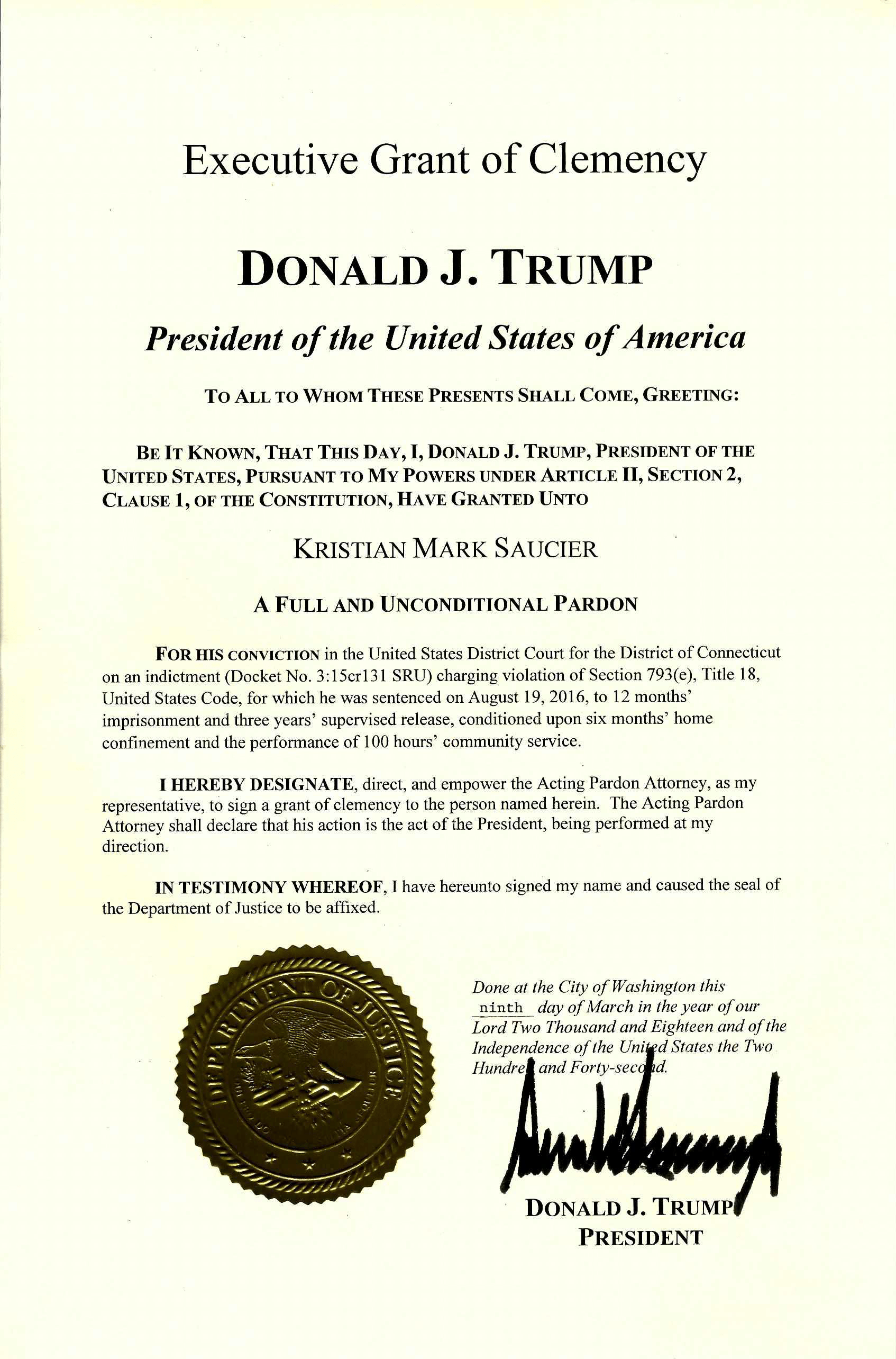
트럼프 대통령의 특별사면 행정명령

5·24 조치는 이명박 대통령의 행정명령으로 알려져 있다. 그러나 한국은 미국과 달리 대통령의 행정명령 문화가 낯설다. 미국의 경우는 특별사면도 행정명령의 형식으로 한다.
5·24 조치의 행정명령 서면 원본은 언론에 제대로 보도된 적이 없다. 이명박 대통령이 대국민 성명 발표 형식으로 발표했다. 대통령의 행정명령은 법률의 형식으로 국무회의 심의를 거쳐서 공포되는 대통령령과는 다르다.

## 내용
5·24 조치의 내용은 다음과 같다.
- 북한 선박의 남측 해역 운항을 전면 불허
- 남북 교역 중단
- 국민의 방북 불허
- 대북 신규 투자 금지
- 대북 지원사업의 원칙적 보류

## 영향
이 조치로 인해서 개성공단 기업 등 남북 경협 1천여개 기업은 가동률 저하, 높은 이자 부담 등으로 인해 심각한 경영난과 파산 등의 위협에 직면했다.
2018년 현재까지 북한은 계속해서 5·24 조치 해제를 요구하고 있다. 홍용표 통일부 장관은 북한의 책임 있는 조치가 있어야 5·24 조치가 해제될 수 있다고 밝혔다.

## 같이 보기
- 천안함 침몰사건
- 금강산 관광객 피살사건
- 개성공단